# Lâu đài Zborov
Lâu đài Zborov (Tiếng Slovak Zborovský hrad, hay còn gọi là Makovica; Tiếng Hungary: Zboró vára) là một tàn tích lâu đài đá theo Kiến trúc Gothic, Phục hưng và Baroque. Lâu đài này nằm phía trên ngôi làng Zborov ở huyện Bardejov thuộc vùng Prešov, phía đông Slovakia. Cả ngôi làng Zborov và tòa lâu đài Zborov đều nằm trong khu vực cổ của Šariš. Lâu đài đã được Ủy ban Di tích Cộng hòa Slovakia liệt vào danh sách Di sản Văn hóa Quốc gia.

## Hình ảnh

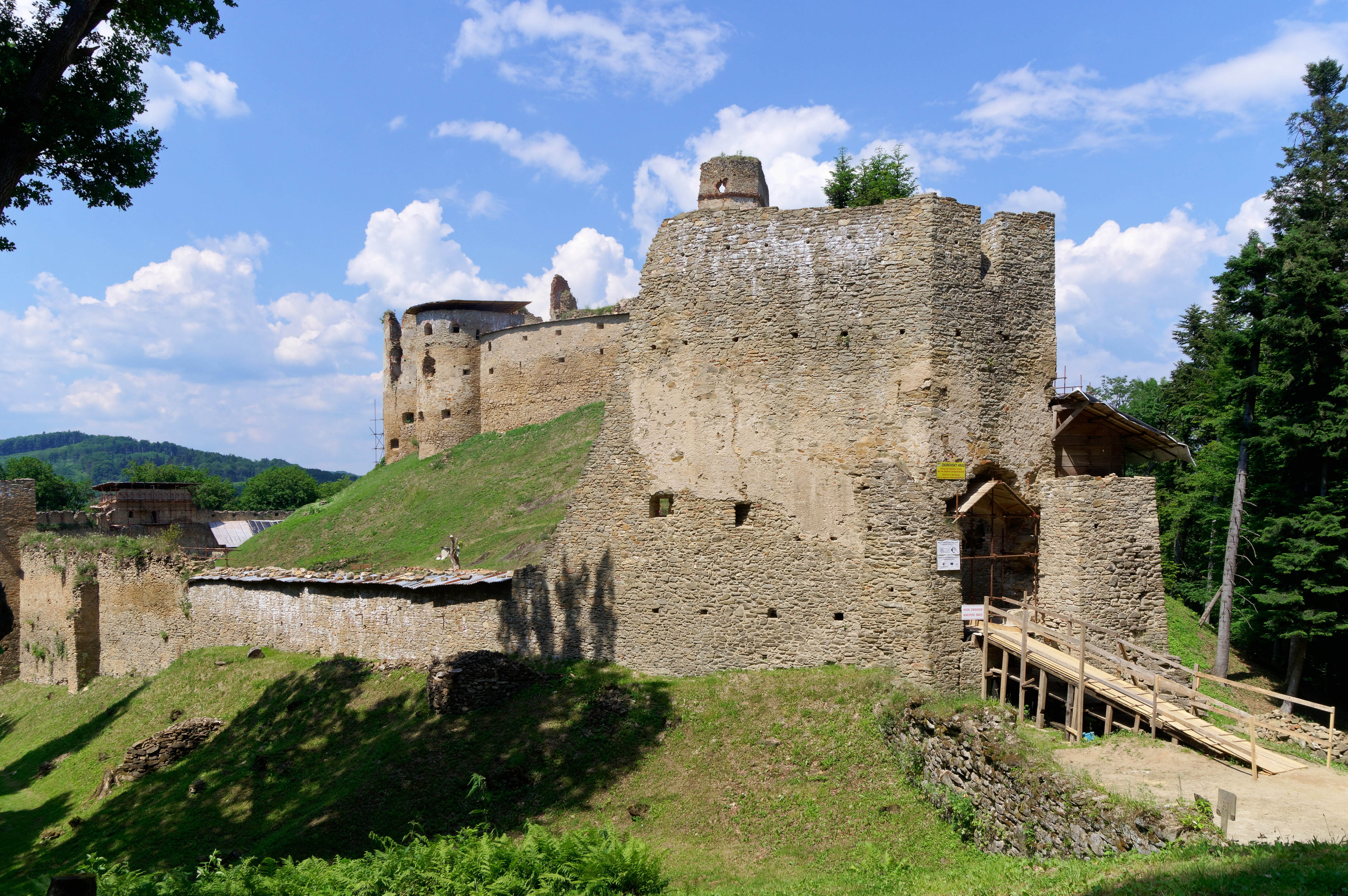
Hằng năm, lâu đài được bảo trì vào đầu hè (Tháng 6 năm 2018)
Toàn cảnh tòa lâu đài nhìn từ xa vào mùa xuân (Tháng 5 năm 2013)
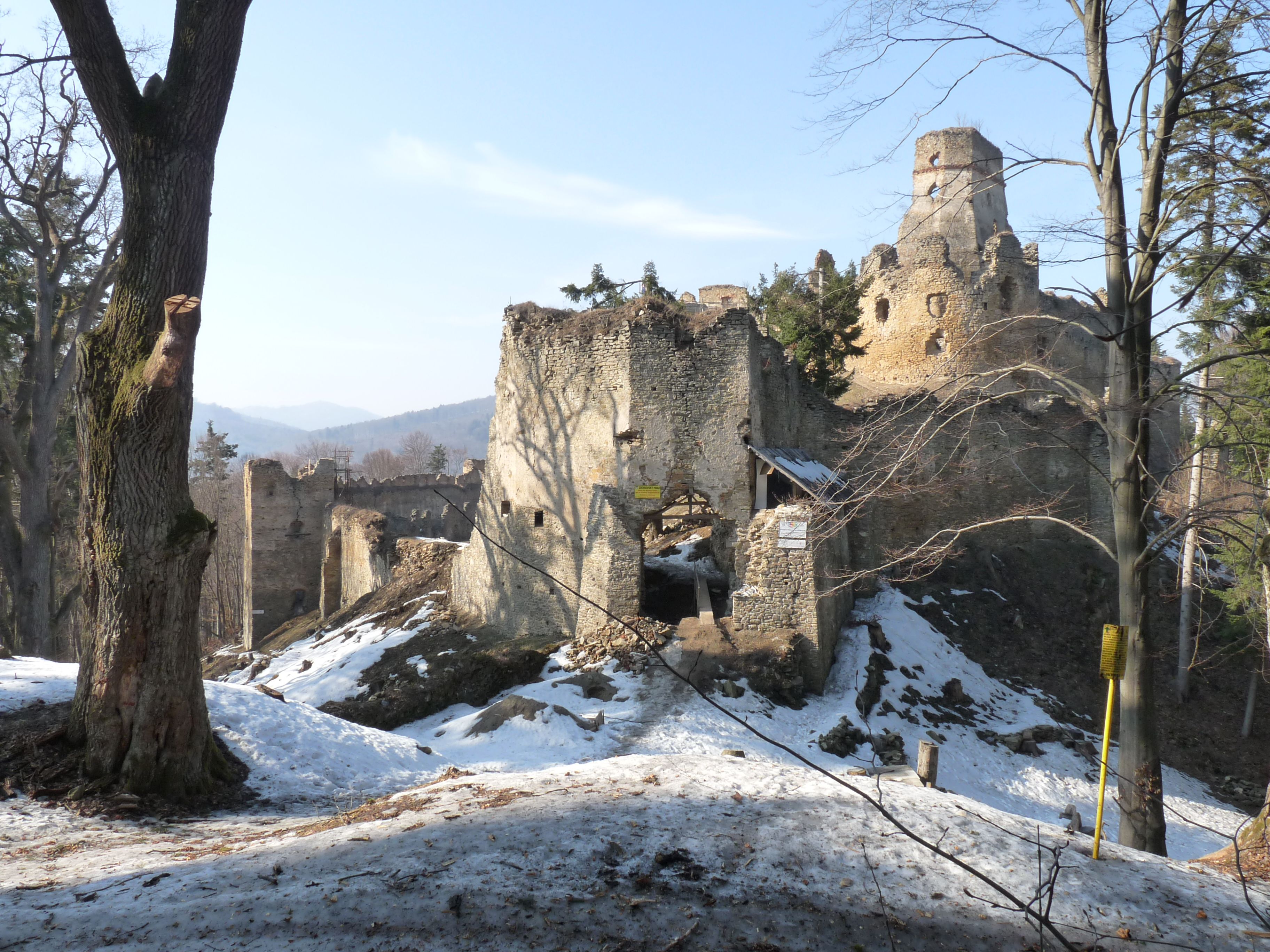
Quang cảnh lâu đài nhìn vào đầu mùa xuân (tháng 3 năm 2012)
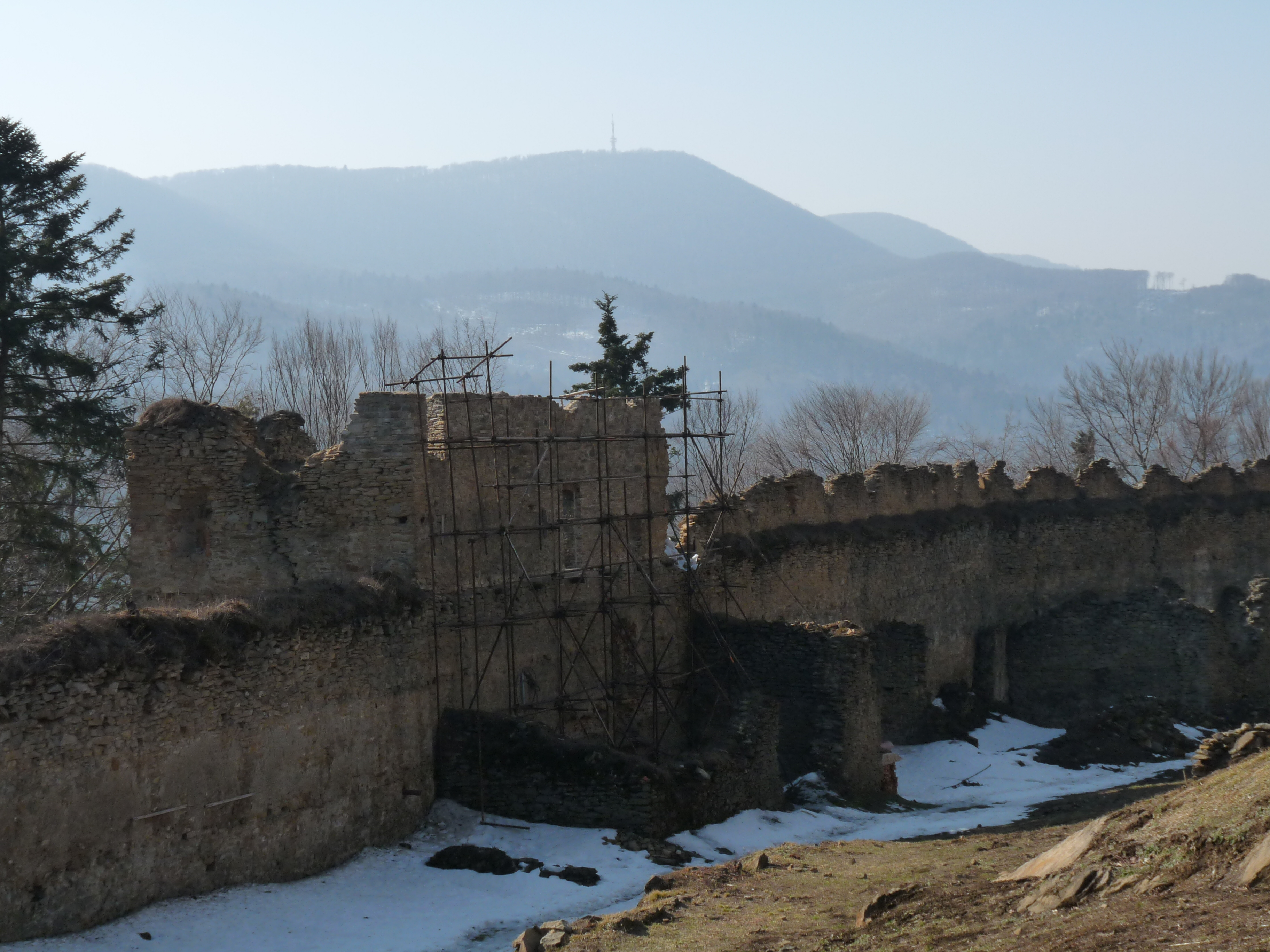
Những bức tường phía tây Hạ Lâu đài vào đầu tháng 3 (Tháng 3 năm 2012)
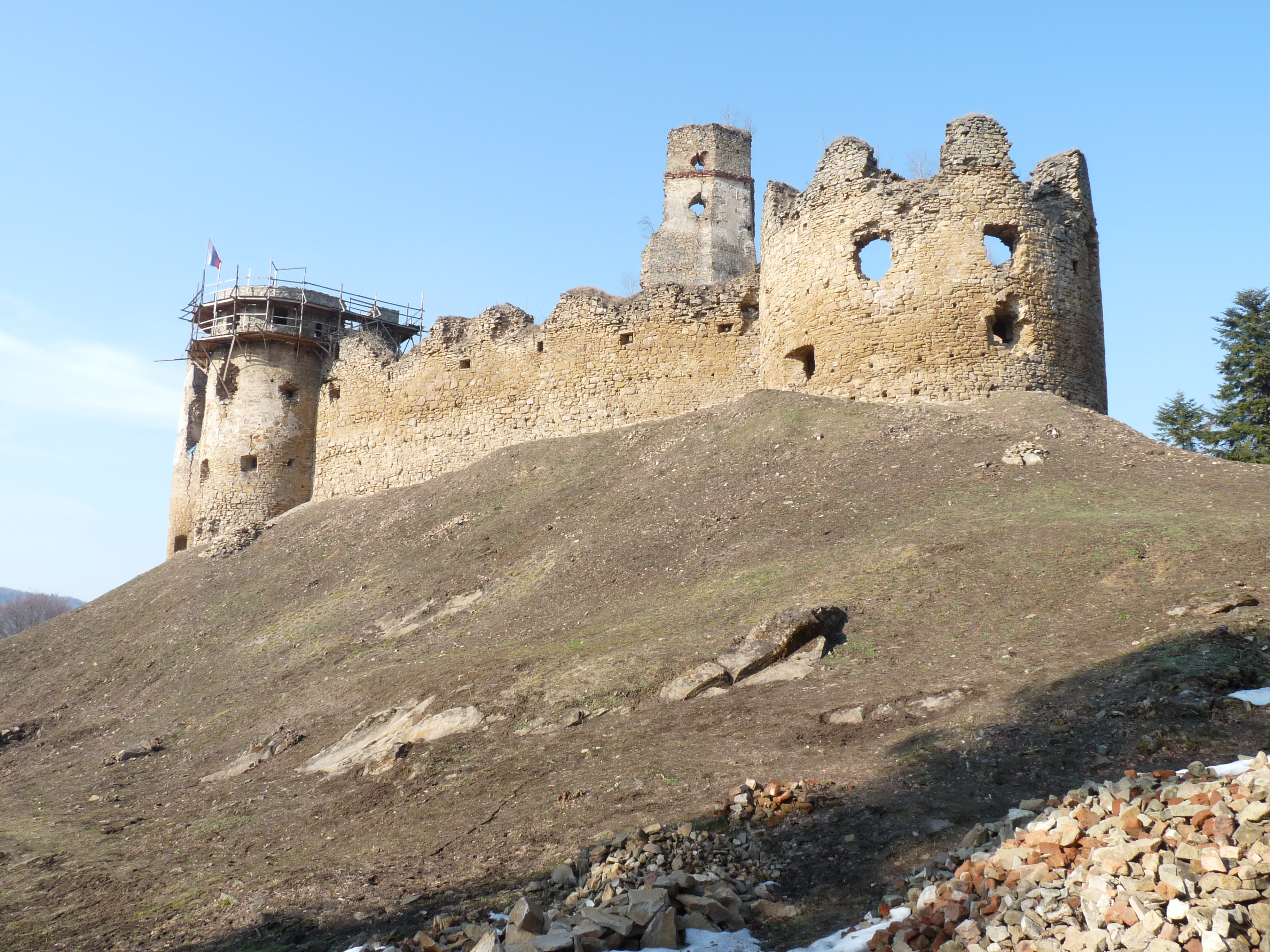
Thượng Lâu đài vào mùa xuân (Tháng 3 năm 2012)
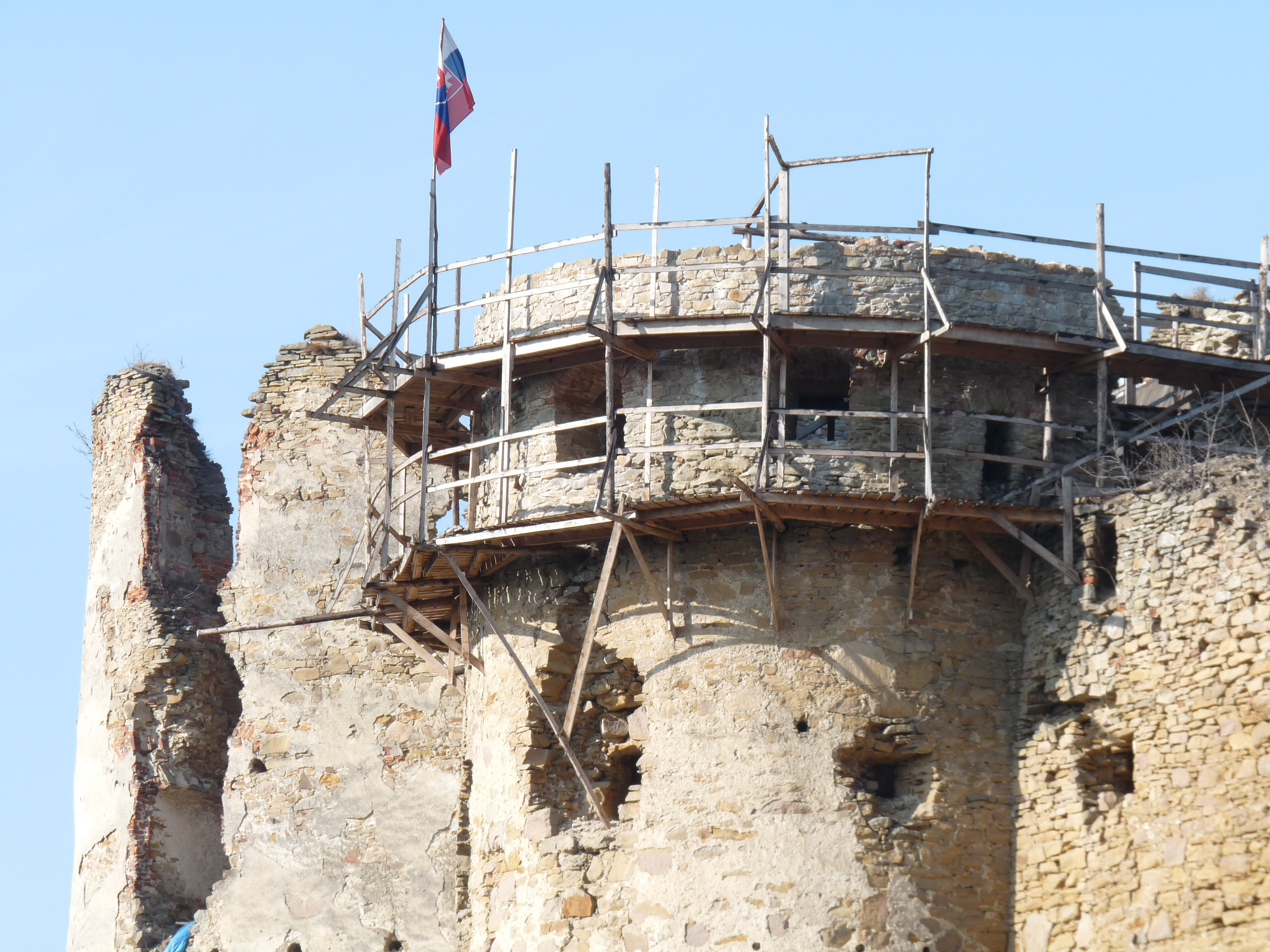
Giàn giáo phục vụ cho việc bảo trì (Tháng 3 năm 2012)
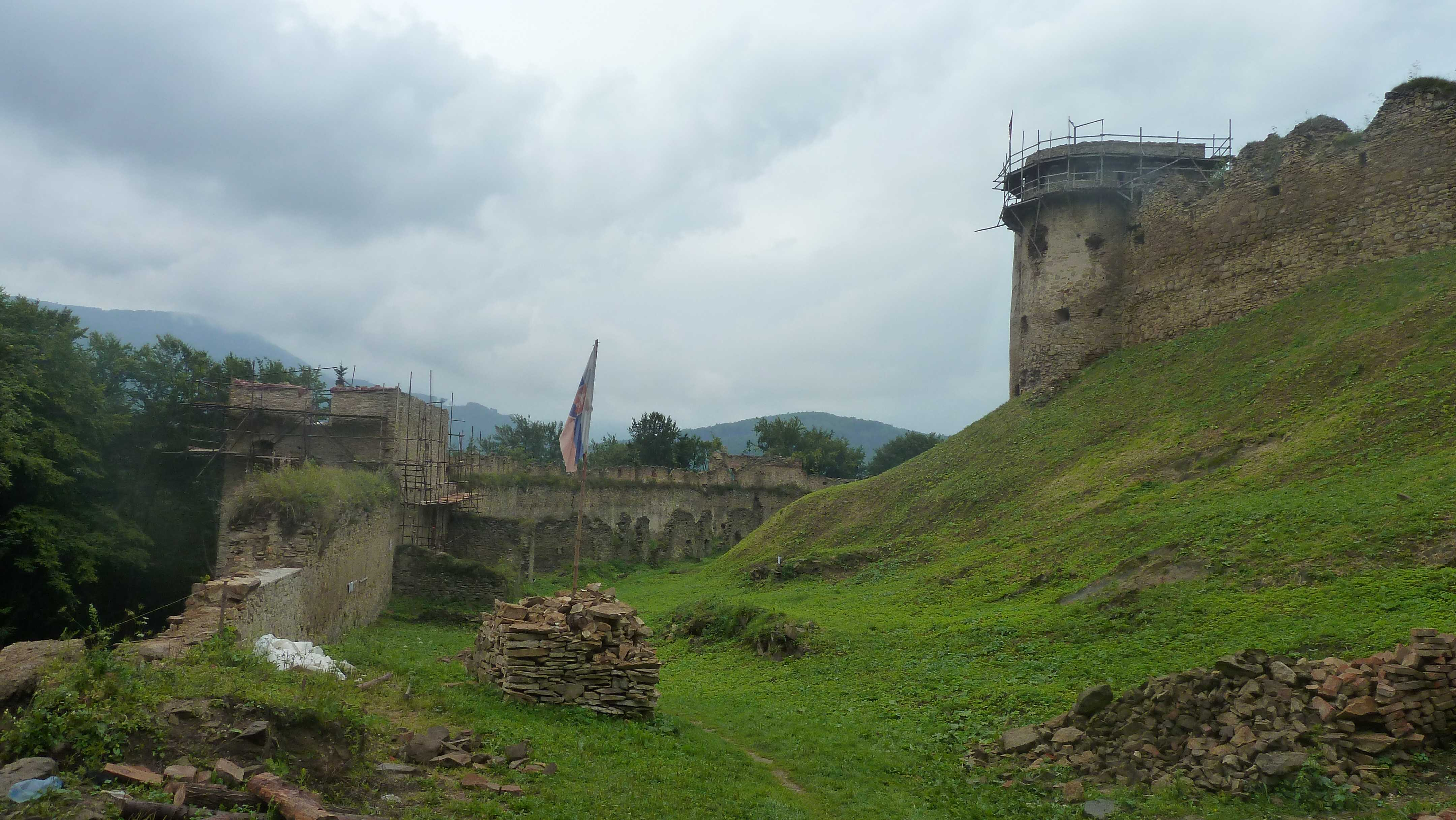
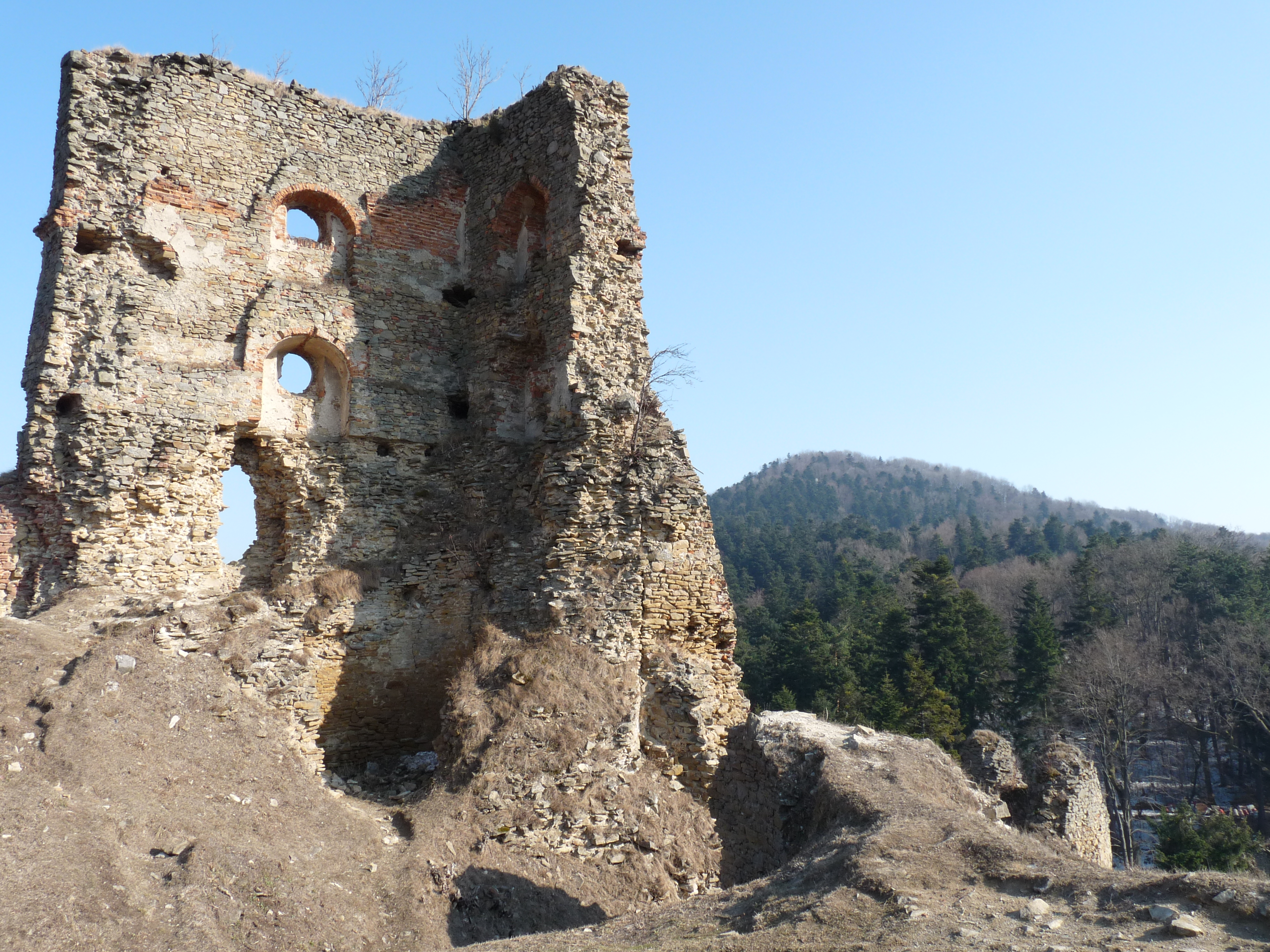
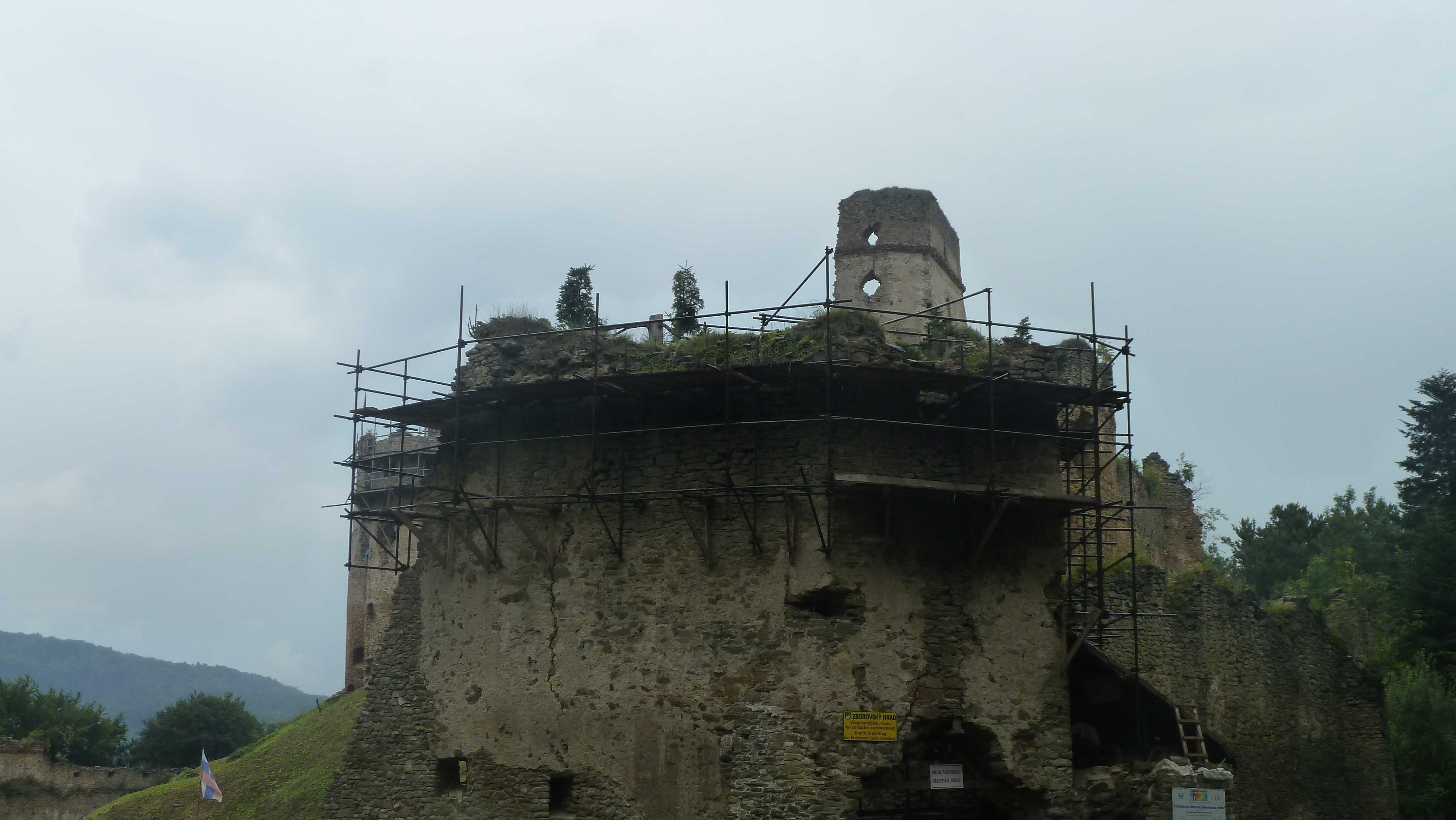
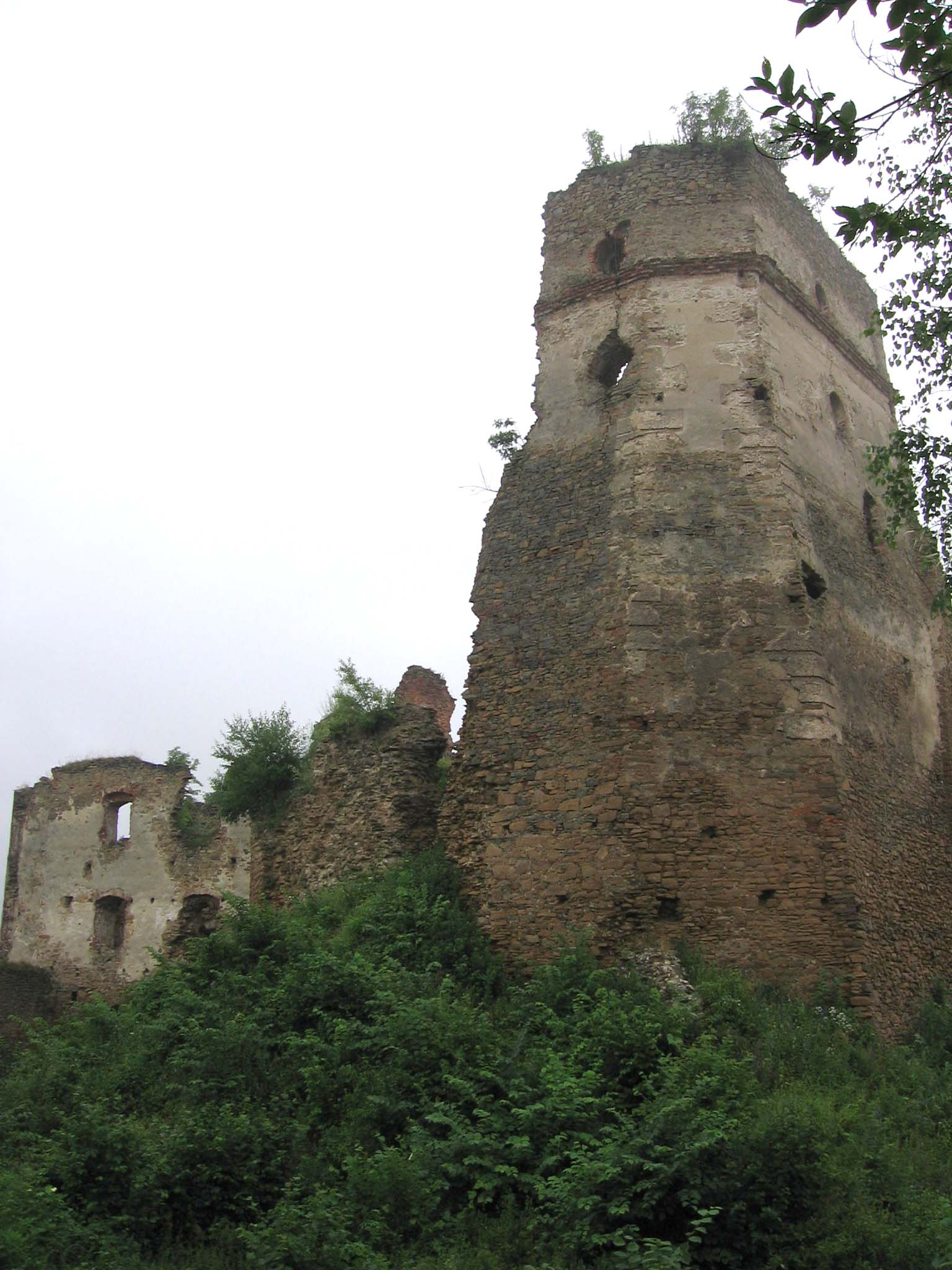
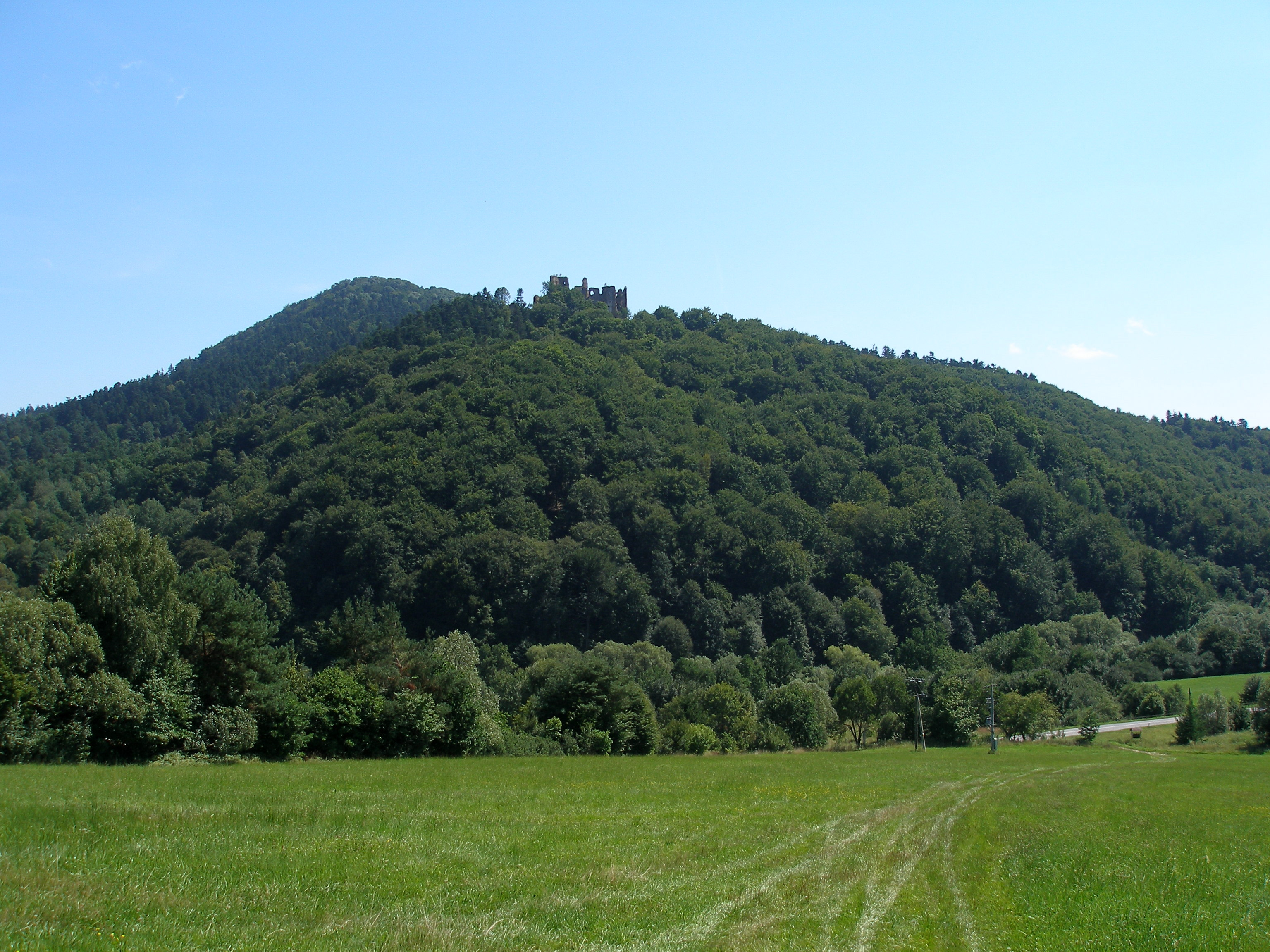
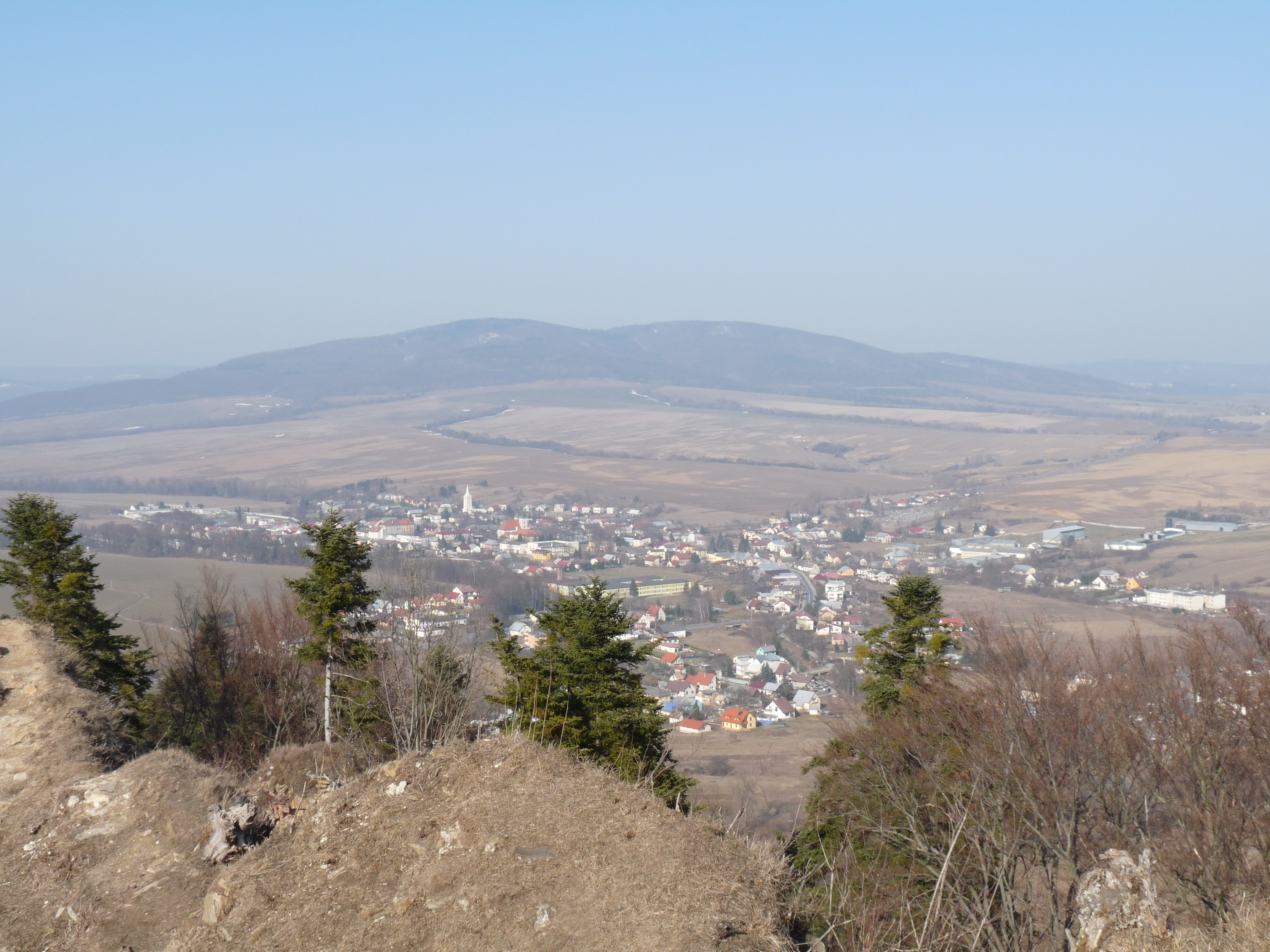
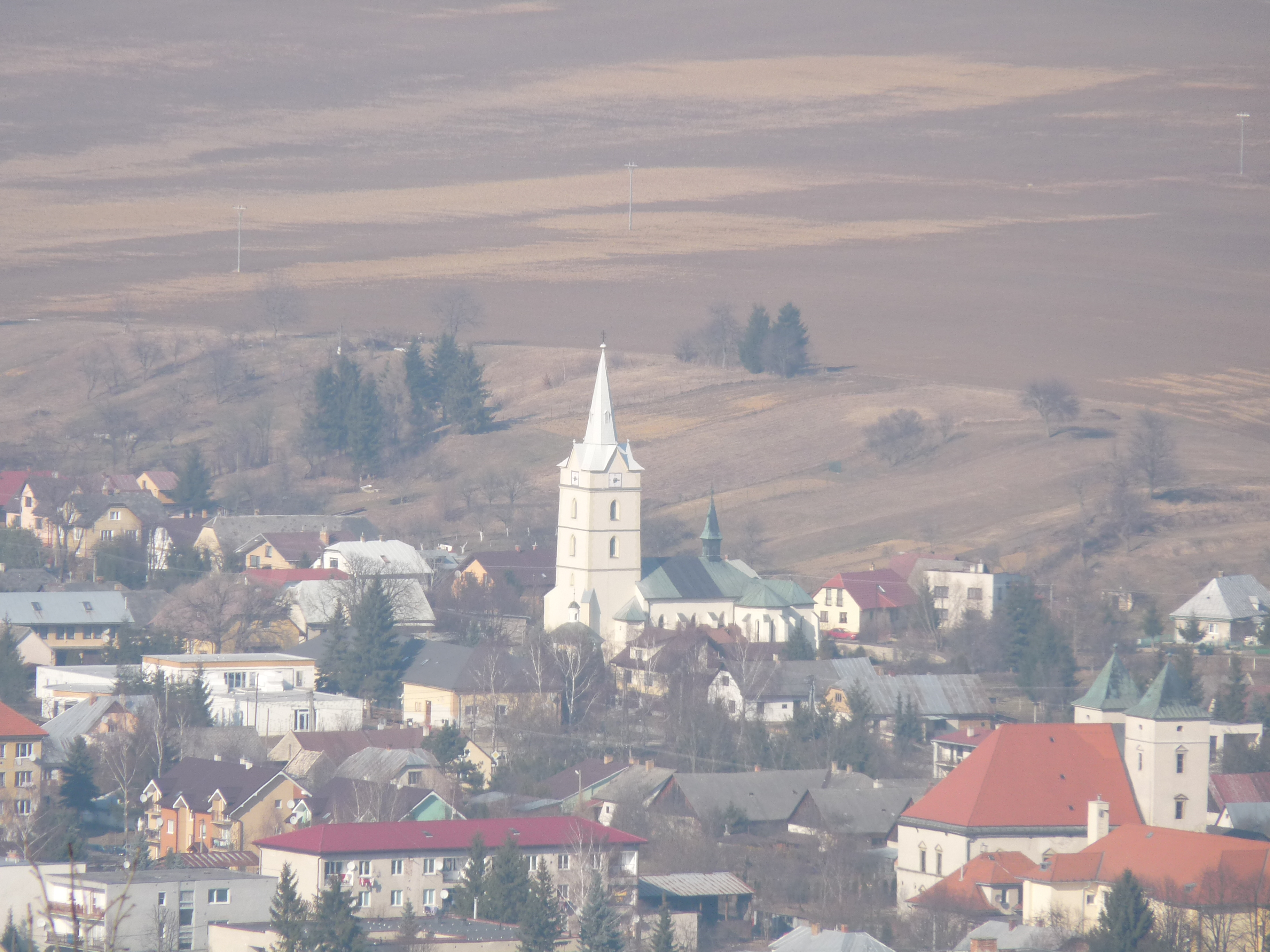